# Équipe de Slovaquie féminine de hockey sur gazon
Maillots
L'Équipe de Slovaquie féminine de hockey sur gazon représente la Slovaquie dans les compétitions internationales de hockey sur gazon et est contrôlée par l'Association slovaque de hockey, l’organe directeur du hockey sur gazon en Slovaquie. Avant 2019, elle ne figurait pas dans le classement mondial.
La Slovaquie ne s'est jamais qualifiée pour les Jeux olympiques.

## Palmarès

### Championnat d'Europe III
- 2005 -
- 2007 - 4e place
- 2009 - 4e place
- 2011 - 5e place
- 2013 - 5e place
- 2019 - 7e place
- 2021 - 6e place